# Niederbüren
Niederbüren is een gemeente en plaats in het Zwitserse kanton Sankt Gallen, en maakt deel uit van het district Wil.
Niederbüren telt 1418 inwoners.